# Volkert Merl
Volkert Merl, né le 10 février 1944 à Erfurt, est un pilote automobile allemand sur circuits à bord de voitures de sport Tourisme, Grand Tourisme et Sport-prototypes.

## Biographie
Sa carrière en compétition s'étale de 1973 (au circuit de Zolder, sur Opel Ascona en GT) jusqu'au début du mois de septembre 1984 (lors des 1 000 kilomètres de Spa en championnat du monde d'endurance, après un dernier podium à Most en Interserie quinze jours auparavant).
Il dispute le Deutsche Rennsport Meisterschaft régulièrement de 1976 à 1983, durant huit saisons, et à compter de 1977 il s'aligne sur de longues distances dans le championnat du monde des voitures de sport.
Il participe ainsi notamment à trois reprises aux 24 Heures du Mans, obtenant les quatrième (1983) puis cinquième (1984) places avec le Joest Racing team, à bord de deux Porsche 956 (Claude Haldi et Bernard Béguin sont au préalable ses coéquipiers en 1980, avec une 935).

## Palmarès

### Titres
- Champion Interserie de Division I en 1980, sur Porsche 908/3 du Liqui Moly team (victoires à Nürburgring, Zeltweg et Kassel-Calden -ainsi qu'une dernière fois en 1982 à Siegerland-);
  - Vice-champion DRM en 1983, sur Porsche 936C et 956 du Joest Racing team (derrière le français Bob Wollek, de la même équipe);

### Victoires et podiums notables
DARM:

- 1976: Ulm;

DRM:

- 1979: Diepholz;
- 1980: Nürburgring;

Endurance:

- 6 Heures de Dijon en 1979, avec Reinhold Jöst (Joest en français) et Mario Ketterer (de) sur Porsche 908/3 du L&M Joest Racing;
- 6 Heures de Brands Hatch en 1979, avec Reinhold Joest sur Porsche 908/3 du L&M Joest Racing;
- 24 Heures de Daytona en 1980, avec Rolf Stommelen et Reinhold Joest sur Porsche 935 Turbo J du L&M Joest Racing;
  - 2e des 6 Heures de Mugello en 1978, sur Porsche 935;
  - 3e des 6 Heures de Misano en 1978, sur Porsche 935.